# Novosibirsk Air Enterprise
Novosibirsk Air Enterprise (Russisch: Новосибирск Авиа) is een Russische luchtvaartmaatschappij met haar thuisbasis in Novosibirsk.

## Geschiedenis
Novosibirsk Air Enterprise is opgericht in 1995 als opvolger van Aeroflots 2e Novosibirsk-divisie.

## Vloot
De vloot van Novosibirsk Air Enterprise bestond in november 2006 uit:
- 1 Yakolev Yak-40
- 6 Antonov AN-30(A)
- 4 Antonov AN-24RV